# Lijst van beschermd erfgoed in Orp-Jauche
Onderstaande tabel geeft een overzicht van de beschermde erfgoederen in de gemeente Orp-Jauche. Het beschermd erfgoed maakt deel uit van het cultureel erfgoed in België.
| Object                                                    | Bouwjaar/architect | Deelgemeente   | Adres                         | Coördinaten                   | Nummer?                | Afbeelding                                                |
| --------------------------------------------------------- | ------------------ | -------------- | ----------------------------- | ----------------------------- | ---------------------- | --------------------------------------------------------- |
| Boerderij Le Cerf of Hicquet en de omliggende terreinen   |                    | Jandrenouille  | Rue de Branchon 2             | 50° 39' 27" NB, 4° 58' 40" OL | 25120-CLT-0001-01 Info |                                                           |
| Kerk Saint-Pierre                                         |                    | Jandrain       |                               | 50° 40' 27" NB, 4° 58' 46" OL | 25120-CLT-0002-01 Info | Kerk Saint-Pierre                                         |
| De voorgevel en de twee torens van het kasteel van Jauche |                    | Jauche         |                               | 50° 40' 55" NB, 4° 57' 19" OL | 25120-CLT-0003-01 Info | De voorgevel en de twee torens van het kasteel van Jauche |
| Toren van ingangspoort van de woning                      |                    | Jauche         | rue de la Cure 22             | 50° 40' 54" NB, 4° 57' 11" OL | 25120-CLT-0004-01 Info |                                                           |
| Kerk Saint-Martin                                         |                    | Marilles       |                               | 50° 42' 27" NB, 4° 57' 11" OL | 25120-CLT-0005-01 Info | Kerk Saint-Martin                                         |
| Kerk Saints-Martin-et-Adèle                               | 11e;17e eeuw       | Orp-le-Grand   | Place du 11e Dragons Français | 50° 42' 12" NB, 4° 59' 29" OL | 25120-CLT-0006-01 Info | Kerk Saints-Martin-et-Adèle                               |
| Koor en sacristie van de kapel/kerk Notre-Dame            | 13e eeuw           | Orp-le-Petit   | Place Albert Dupont           | 50° 42' 2" NB, 4° 58' 54" OL  | 25120-CLT-0007-01 Info |                                                           |
| Grotten van Folx-les-Caves en omliggende terreinen        |                    | Folx-les-Caves |                               | 50° 40' 1" NB, 4° 56' 20" OL  | 25120-CLT-0008-01 Info |                                                           |
| De oude ondergrondse steengroeven van Folx-les-Caves      |                    | Folx-les-Caves |                               | 50° 40' 1" NB, 4° 56' 20" OL  | 25120-PEX-0001-01 Info | De oude ondergrondse steengroeven van Folx-les-Caves      |
| Tiendschuur van hoeve Germeau                             | 1744               | Marilles       | Rue du Prédécipe 7            | 50° 42' 29" NB, 4° 57' 13" OL | 25120-CLT-0010-01 Info |                                                           |